# Mundo Sem Fim
Mundo Sem Fim é um canal brasileiro do YouTube sobre viagens criado em 22 de maio de 2015, apresentado por Renan Augusto Guerra Greinert e Michele Oliveira Martins. Em maio de 2025, o canal possuía mais de 1,79 milhões de inscritos e 434 milhões de visualizações. Em 2024, o vídeo mais popular do canal possuía 5,7 milhões de visualizações, sendo dedicado a mostrar produtos "estranhos" em um supermercado da China. Mundo Sem Fim venceu o Prêmio iBest de 2023 na categoria "Viagens e Turismo" por voto popular.
O canal é dedicado a viajar pelo mundo e demonstrar pontos turísticos, comida, cultura, além de outros elementos do país em que eles estão localizados. Além disso, Renan também ensina fatos históricos sobre o local em que estão situados. Em adição da visita dos países mais populares e turísticos, o casal também visita pontos mais impopulares, como a periferia de Cairo.
Um personagem popular na série de episódios é o "Mucuvinha", um macaco de pelúcia. Na maioria dos vídeos, é possível vê-lo viajando com o grupo.

## História
A ideia de uma viagem pelo mundo teve início em 2009, quando Renan fez um mochilão de 20 dias, que passava por Peru e Bolívia. Durante a viagem, ele conheceu várias pessoas que estavam viajando por meses ou anos. Isto motivou Renan a pensar sobre a possibilidade de viajar por vários meses. Ele decidiu que quando sairia do emprego atual, tiraria alguns meses de folga para viajar pela América Latina. Todavia, o sonho não se realizou, pois Renan teria encontrado uma oportunidade de trabalho em São Paulo, mudando de emprego. Mesmo assim, ele continuou juntando dinheiro, acreditando que talvez um dia poderia realizar a viagem. Neste meio tempo, conheceu Michele começou a namorar com ela. Ele compartilhou este desejo com ela, e desde então, passaram a juntar dinheiro juntos. Eles começaram a assistir vídeos e ler livros sobre pessoas que também compartilhavam este desejo e largaram tudo para conhecer o mundo. Seus sonhos aumentaram em escala, e eles perceberam que seis meses não seriam o bastante. Em vez de viajar apenas pela América Latina, suas ambições aumentaram e eles decidiram englobar o mundo inteiro.
Apenas em meados de 2015, uma mistura de fatores decidiu o destino desta ideia. A empresa no qual Michele trabalhava mudaria de endereço, tornando impossível a ida e volta de um lugar tão longe para ela. Eles decidiram que esta era a hora certa de sair, então Michele pediu aviso prévio e Renan avisou que trabalharia mais três meses e então sairia para viajar. A empresa decidiu que iria demitir Renan, uma decisão que significaria que eles iriam receber uma grana com o acerto. Coincidentemente, os dois foram demitidos no mesmo dia e encararam isto como um sinal. Estabeleceram uma meta de 30 mil dólares para uma viagem de três anos. Venderam todos seus pertences e saíram em 29 de setembro de 2015 em São Paulo, com suas mochilas e o colchão nas costas. O colchão foi o último objeto que restava na casa, e foi doado.  Eles haviam um esboço de uma rota no mapa, planejando que o roteiro seria cumprido em três anos. Porém, em abril de 2024, a viagem ainda não acabou.
O macaco de pelúcia "Mucuvinha", um personagem famoso na série, foi entregue pela Michele ao Renan, e desde então o grupo viajou com ele. A origem de seu nome veio da gíria "cheiro de mucuva", que significa algo fedido, malcheiroso. Mucuvinha viajou com o casal antes mesmo da existência do canal do YouTube.(14:40)

## Prêmios
Mundo Sem Fim ganhou o Prêmio iBest de 2023 na categoria Viagem e Turismo, por voto popular. O canal esteve entre os três mais relevantes no Prêmio iBest de 2022 e 2023 nesta mesma categoria.